# Ацвеж (Котельницький район)
Ацве́ж (рос. Ацвеж) — станційне селище у складі Котельницького району Кіровської області, Росія. Входить до складу Александровського сільського поселення.
Населення становить 20 осіб (2010, 41 у 2002).
Національний склад станом на 2002 рік — росіяни 98 %.